# Патики Чепельські
Патики Чепельські (рос. Патики Чепельские) — присілок Велізького району Смоленської області Росії. Входить до складу Печенковського сільського поселення.
Населення — 29 осіб (2007 рік). 